# Глухов Захар Миколайович
Заха́р Микола́йович Глухов (24 березня 1905, село Тимкове, тепер Подільського району Одеської області — ?) — український радянський партійний діяч, 1-й секретар Мар'їнського районного комітету КПУ Донецької області, секретар Сталінського обкому КП(б)У. Герой Соціалістичної Праці (26.02.1958). Депутат Верховної Ради УРСР 4—8-го скликань. Член ЦК КПУ в 1956—1966 р.

## Біографія
Народився в селянській родині. З жовтня 1927 року служив у Червоній армії.
Член ВКП(б) з 1931 року.
У лютому 1939 — 1940 року — голова виконавчого комітету Мар'їнської районної ради депутатів трудящих Сталінської області.
У лютому 1940 — жовтні 1941 року — 1-й секретар Мар'їнського районного комітету КП(б)У Сталінської області.
У 1941—1943 роках — інструктор Західно-Казахстанського обласного комітету КП(б)Казахстану; член оперативної групи 1-ї гвардійської армії Південно-Західного фронту; у розпорядженні Сталінського обласного комітету КП(б)У.
У жовтні 1943 — жовтні 1950 року — 1-й секретар Мар'їнського районного комітету КП(б)У Сталінської області.
У жовтні (затв.) 1950 — 1952 року — секретар Сталінського обласного комітету КП(б)У з питань сільського господарства.
У 1952 — жовтні 1953 року — завідувач відділу партійних, профспілкових і комсомольських органів Сталінського обласного комітету КПУ.
У жовтні 1953 — 1962 року — 1-й секретар Мар'їнського районного комітету КПУ Сталінської області.
У 1962 — січні 1965 року — секретар Мар'їнського територіального виробничого колгоспно-радгоспного партійного комітету КПУ Донецької області.
У січні 1965 — листопаді 1975 року — 1-й секретар Мар'їнського районного комітету КПУ Донецької області.
З листопада 1975 року — персональний пенсіонер союзного значення в місті Донецьку.

## Нагороди
- Герой Соціалістичної Праці (26.02.1958)
- орден Леніна (26.02.1958)
- орден Жовтневої Революції (8.04.1971)
- орден Вітчизняної війни І ст. (1.02.1945)
- три ордени Трудового Червоного Прапора (23.01.1948, 22.03.1966, 8.12.1973)
- медаль «За трудову доблесть» (25.12.1959)
- медалі
- Почесна грамота Президії Верховної Ради Української РСР (22.03.1965)